# Nikos Sampson
Nikos Sampson (řecky Νίκος Σαμψών; 16. prosince 1934, Famagusta – 9. května 2001, Nikósie) byl kyperský novinář a politický aktivista. V roce 1974 se na osm dní stal de facto prezidentem Kypru.
V 50. letech byl členem guerillového protibritského hnutí EOKA. Zabil minimálně dvacet britských vojáků. Za to byl v roce 1957 odsouzen k smrti, ale rozsudek nebyl vykonán. Poté, co Kypr získal roku 1960 nezávislost, byl propuštěn. Vydával pak noviny Machi, nejčtenější deník na Kypru.  V červenci 1974 se vojenská junta, jež se dostala v roce 1967 k moci v Řecku, pokusila o státní převrat i na Kypru, s cílem Kypr připojit k Řecku. Jejím hlavním spojencem na ostrově byl Sampson. Ten 15. července svrhl prezidenta Makaria III. a prohlásil se prezidentem. To vyprovokovalo Turecko k invazi, k níž došlo 20. července. Od té doby je Kypr rozdělen na řeckou a tureckou část. 23. července Sampson rezignoval. Funkci prezidenta poté převzal provizorně Glafkos Klerides (povstalci nejprve oznámili, že prezident Makarios byl během puče zabit, ve skutečnosti se mu však podařilo se skrýt na britské základně a odejít do exilu). Sampson byl zatčen a v roce 1977 odsouzen na dvacet let do vězení. V roce 1979 byl propuštěn, aby mohl podstoupit léčení ve Francii. V roce 1990 se do vězení vrátil, ale brzy byl kvůli špatnému zdravotnímu stavu znovu propuštěn.